# Mannish Boy
«Mannish Boy» (або «Manish Boy») — пісня американського блюзового музиканта Мадді Вотерса, випущена синглом у червні 1955 року на лейблі Chess Records. Записана 24 травня 1955 року в Чикаго (Іллінойс). Є аранжуванням і водночас піснею-відповіддю на «I'm a Man» Бо Діддлі, на написання якої, у свою чергу, його надихнула «Hoochie Coochie Man» Вотерса і Віллі Діксона. Сингл Вотерса став хітом і у 1955 році посів 5-е місце в чарті R&B Singles журналу «Billboard».
Пісня стала блюзовим стандартом, який перезаписали багато виконавців, серед яких Джимі Хендрікс, The Rolling Stones та ін.
У 1986 році пісня «Mannish Boy» в оригінальному виконанні Мадді Вотерса (1955, Chess) була включена до Зали слави блюзу. Також вона посіла 229-е місце у списку 500 найкращих пісень усіх часів за версією журналу «Rolling Stone».

## Версія Мадді Вотерса
Пісня є аранжуванням і водночас піснею-відповіддю на хіт Бо Діддлі 1955 року «I'm a Man», на написання якої у свою чергу надихнула пісня «Hoochie Coochie Man» Мадді Вотерса і Віллі Діксона.
Авторами оригінальної версії «Manish Boy» (пізніше виправленої на «Mannish Boy») Мак-Кінлі Морганфілд (Мадді Вотерс), Еллас Мак-Деніелс (Бо Діддлі) і молодий чиказький автор пісень Мел Лондон, який керував декількома блюзовими лейблами у подальші роки. У записі Мадді Вотерсу (вокал) акомпанували Джуніор Веллс (губна гармоніка), який замінив Літтла Волтера, Джиммі Роджерс (гітара), Віллі Діксон (бас) і Фред Белоу (ударні). Запис відбувся 24 травня 1955 року в Чикаго (Іллінойс).
У червні 1955 року пісня була випущена на синглі (7" 45 і 10" 78) і посіла 5-е місце в чарті R&B Singles журналу «Billboard».
Вотерс записав декілька версій «Mannish Boy» впродовж своєї кар'єри. У 1968 році він записав її для альбому Electric Mud з метою Маршалла Чесса привабити рок-слухачів. Після того, як Вотерс залишив студію Chess, він записав її у 1977 році для альбому Hard Again, продюсером якого виступив Джонні Вінтер. Пісня також увійшла до концертного альбому Muddy «Mississippi» Waters — Live (1979).

## Інші версії
Пісня стала блюзовим стандартом, який перезаписали багато виконавців, серед яких Джимі Хендрікс (чия версія увійшла до альбому-компіляції Blues), Пол Баттерфілд (записав кавер-версію для альбому The Legendary Paul Butterfield Rides Again), The Rolling Stones (які записали декілька концертних версій, що увійшли до альбомів Love You Live і Rarities 1971—2003), Кенні Ніл і Біллі Бранч для Easy Meeting (2002).

## Визнання
У 1986 році пісня «Mannish Boy» в оригінальному виконанні Мадді Вотерса (1955, Chess) була включена до Зали слави блюзу.
Також пісня була включена до Зали слави рок-н-ролу в «список 500 пісень, які вплинули на рок-н-рол». Пісня посіла 229-е місце у списку 500 найкращих пісень усіх часів за версією журналу «Rolling Stone».

## Цікаві факти
В честь альбому названий персонаж Mannish Boy, який є другорядним антагоністом в манзі і аніме JoJo's Bizzare Adventure: Stardust Crusaders.